# Comuna Kosteantînivka, Oleksandria
Kosteantînivka (în ucraineană Костянтинівка) este o comună în raionul Oleksandria, regiunea Kirovohrad, Ucraina, formată din satele Butivske, Kosteantînivka (reședința) și Zanfirivka.

## Demografie
Componența lingvistică a comunei Kosteantînivka
     Ucraineană (93,23%)
     Rusă (4,96%)
     Alte limbi (1,71%)
Conform recensământului din 2001, majoritatea populației comunei Kosteantînivka era vorbitoare de ucraineană (93,23%), existând în minoritate și vorbitori de rusă (4,96%).